# Projecte Mogul
El Projecte Mogul fou un projecte d'alt secret nord-americà que va començar l'any 1947. Aquest pretenia utilitzar globus capaços d'aconseguir elevar-se a grans altures per a captar informació sobre les proves atòmiques de la Unió Soviètica, escoltant el so de les explosions. Aquest projecte va ésser dirigit pel Dr. James Peoples assistit pel Dr. Albert P. Crary.

## Origen del projecte
A finals de la dècada dels 1940 la Unió Soviètica encara no havia detonat la seva primera bomba atòmica, però era evident que ho aconseguirien aviat. Ja que el territori soviètic era immens i encara no exitien avions d'espionatge de gran abast com l'U-2, i encara menys satèl·lits espies, aleshores, fou necessari desenvolupar quelcom amb tecnologia ja disponible. El Projecte Mogul era el precursor del Projecte Skyhook (també compost per globus i iniciat a finals dels anys 1940), i també d'un altre programa de vigilància que implicava el sobrevol i la fotovigilància de la Unió Soviètica a principis dels anys 1950, el projecte anomenat Moby Dick. Aquest últim va aixecar les protestes dels soviètics.

## Detalls tècnics
L'espionatge emprat pel Projecte Mogul empraba el so, no en les fotografies. Per tant, no era necessari que els globus penetressin espai aeri soviètic, ni tan sols que s'acostessin a les fronteres de l'URSS, perquè la Tropopausa, és a dir, la capa de transició entre la troposfera i l'estratosfera, actua com un conductor acústic d'abast planetari. Per tant, si els soviètics aconseguien detonar una bomba atòmica, se'ls escoltaria des de qualsevol lloc del món, a condició que el globus es mantingués en l'estreta franja de la Tropopausa
Una de les característiques d'aquests globus era precisament que es mantenien en una altitud relativament constant durant un prolongat període. Per tant, es podien quedar molt temps a la tropopausa i escoltar. Els primers globus Mogul estaven formats per grans raïms de globus meteorològics compostos per goma. No obstant això, al cap de poc foren substituïts per enormes globus fets de polietilè. Ja que aquests duraven més, perdien menys heli i estaven millor preparats per a mantenir-se en una altitud constant. El control constant de l'altitud i la fabricació amb poletilè eren les dues principals innovacions del Projecte Mogul. Els globus eren llançats des d'Alamogordo, a 160 km a l'oest de Roswell. El disseny va demostrar ser útil per a altres objectius de naturalesa científica i els globus Mogul també es van usar per a experiments relacionats amb els raigs còsmics. Els globus del Projecte Mogul incloïen panells reflectors d'ones radar, per a facilitar el seu rastreig.

## El Projecte Mogul i l'incident Roswell
Les dades dels informes de la Força Aèria desclassificats del projecte Mogul semblaven confirmar que el misteriós objecte es va estavellar prop de Roswell, a Nou Mèxic, fou el globus Nº 4, enlairat el 4 de juny de l'any 1947. En el seu moment, el projecte Mogul era tan secret que es mantingué ocult fins i tot pels oficials de la base aèria situada prop de Roswell. D'allà vingué la confusió i els comunicats de premsa contradictoris emesos des d'aquesta aquesta base. Fou per tant l'excessiu secretisme sobre aquest projecte que va provocar el que va donar origen a la llegenda d'un incident ufològic.
Algunes fonts no identificades, senyalen suposats cossos d'extraterrestres trobats, serien en realitat cossos de presoners de guerra japonesos que havien estat utilitzats com a subjectes de prova i que vestien roba especialment dissenyada per a suportar altes pressions i falta d'oxigen, aquests haurien estat a bord d'una petita cabina de prova dins el globus Nº 4.

## Abolició del secret militar sobre el projecte
El Projecte Mogul fou abandonat abans que la Unió Soviètica hagués detonat la seva primera bomba atòmica. No obstant auxò el secretisme excessiu es va mantenir fins als anys 1990. Quan el congressista de Nou Mèxic Steven Schiff va iniciar una campanya per a aconseguir desclassificar tota la informació relativa a l'incident. L'any 1994, la secretaria de la Força Aèria, Sheila Windall, va declassificar la totalitat de l'incident Roswell i va autoritzar a parlar a qualsevol que en sabés alguna cosa. Al juny de l'any 1997, la USAF va publicar un informe definitiu del tema: "L'informe Roswell, cas tancat".